# Miguel Pais
Miguel Carlos Correia Pais CvA (Lisboa, 1825 — Lisboa, 17 de março de 1888) foi um engenheiro e militar português. Foi o primeiro engenheiro a planear uma ponte sobre o Rio Tejo em Lisboa.

## Biografia

### Nascimento
Nasceu em 1825, em Lisboa.

### Carreira profissional e militar
Assentou praça em Caçadores em 1842, aos 17 anos de idade, tendo sido promovido a alferes em 1851, tenente em 1857, capitão em 1868, a major em 1880 e a tenente coronel em 1881.
Miguel Pais exerceu principalmente como engenheiro, tendo-se esforçado principalmente no desenvolvimento da cidade de Lisboa, principalmente através de infraestruturas de transporte. A sua maior aspiração era a construção de uma ponte sobre o Tejo, obra que não conseguiu iniciar devido à falta de apoio financeiro por parte do governo. Escreveu duas obras sobre os melhoramentos da cidade de Lisboa e do seu porto, que foram publicadas em folhetins do Diário de Notícias.
Miguel Pais realizou melhoramentos na rua que tem o seu nome (Rua Engenheiro Miguel Pais) e no Porto de Lisboa.
Durante muitos anos, trabalhou como director na divisão estatal dos Caminhos de Ferro do Sul e Sueste, onde se destacou pela organização dos serviços oficinais, e pela construção da Estação Ferroviária do Barreiro, num local onde se considerava impossível fazer aquela obra. Também foi responsável pelo desenvolvimento do material circulante.
Também se dedicou à música, tendo sido o autor de algumas composições que se tornaram famosas nos salões portugueses.

### Falecimento
Miguel Pais faleceu em 17 de Março de 1888, estando casado nessa altura.

## Homenagens
Miguel Pais tinha o grau de Cavaleiro da Real Ordem Militar de São Bento de Avis.
Após o seu falecimento, foi homenageado pela imprensa, nomeadamente no Diário Ilustrado, Ilustração Portuguesa, O Ocidente e Pontos nos ii.

## Obras publicadas
- Melhoramentos de Lisboa: 1880-1885 (1887)